# Sorbus tiliifolia
Sorbus tiliifolia är en rosväxtart som beskrevs av H.Zare, Amini och Assadi. Sorbus tiliifolia ingår i släktet oxlar, och familjen rosväxter. Inga underarter finns listade i Catalogue of Life.